# レイ・オルドニェス
レイナルド・オルドニェス・ペレイラ（Reynaldo "Rey" Ordóñez Pereira , 1971年1月11日 - ）は、キューバ共和国・ハバナ出身の元プロ野球選手（遊撃手）。右投右打。

## 経歴

### キューバ時代 - 亡命
キューバ国内リーグ"セリエ・ナシオナル・デ・ベイスボル"では地元ハバナのチーム、ゲレーロス・デ・メトロポリタノスとレオネス・デ・インダストリアレスに所属。インダストリアレスにはキューバ代表の正遊撃手ヘルマン・メサが在籍していた。
1993年7月12日、第19回夏季ユニバーシアード大会の野球競技のB代表の一員としてアメリカ合衆国のニューヨーク州バッファローに滞在中、宿舎を囲む高さ2.5メートルのフェンスをよじ登って脱出し、亡命した。亡命後は北米独立リーグ、ノーザンリーグのセントポール・セインツで15試合プレー。シーズン終了後の10月29日にMLBのニューヨーク・メッツと契約を結び、入団した。

### ニューヨーク・メッツ
1995年はマイナーリーグのAAA級ノーフォークでフルシーズンを過ごした。抜群の守備能力の高さを発揮し、メッツはこのシーズン限りで正遊撃手のホセ・ビスカイーノを二塁手にコンバートした。
1996年4月1日の開幕戦の対セントルイス・カージナルス戦でMLB初出場。7回に出た左翼線を破る当たりでは外野深くまで移動、両膝を付く体勢で左翼手からの返球を受け取り、そのままの体勢から本塁へ送球して補殺を記録した。対戦したカージナルスの、のちにアメリカ野球殿堂入りする名遊撃手オジー・スミスはオルドニェスのプレーを見て、「私の後継者となる存在」と高く評価した。この年は151試合に出場し、打撃成績は打率.257・1本塁打・30打点で、OPSは.592とMLBの全規定打席到達者の中で2番目に低い数値だったが、守備成績は刺殺228・補殺450・併殺102を記録し、新人王の投票でも5位に入った。ただし、27失策を喫し、まだ不安定であった。
翌1997年には120試合の出場で失策を9にまで減らし、初のゴールドグラブ賞を受賞し、以後は3年連続で受賞した。特に1999年には154試合の出場で、守備機会639に対して失策はわずか4で、年間守備率は.994。遊撃手のシーズン守備率のナショナルリーグ記録を更新した。また、この年の6月14日から翌2000年3月29日にかけて101試合連続無失策の遊撃手MLB記録を樹立した。記録が途切れた3月30日の試合は記念すべきMLB史上初となる、北米以外で開催された公式戦開幕シリーズの第2戦であり、人工芝の日本の東京ドームでの試合であった。この連続無失策記録は2年後の2002年にボルチモア・オリオールズのマイク・ボーディックが110試合に更新した。
2000年5月29日の対ロサンゼルス・ドジャース戦で走者との交錯プレーにより左腕を骨折し、以後のシーズンを欠場した。この年にチームはワールドシリーズに進出したが、出場する事が出来なかった。2001年4月3日に復帰したが、守備能力は大きく落ちた。
2002年は新たにロベルト・アロマーと二遊間コンビを組んだものの、2人ともプレーは以前のような精彩を欠いた。これに失望したメッツファンからのヤジに悩まされ、シーズン終盤のニューヨーク・ポスト紙のインタビューでは、「ここのチームのファンはあまりに愚かである。我々は機械では無いのだから、全ての試合を完璧にこなす事なんて不可能だ」と、契約が切れる翌2003年シーズン限りで他球団へ移籍する意向を明らかにした。2002年12月15日にタンパベイ・デビルレイズへ移籍した。

### ニューヨーク・メッツ退団後
2003年はシーズンのほとんどを怪我で逃し、わずか34試合の出場に終わった。
2004年5月18日にシカゴ・カブスへ移籍。しかしここでも23試合の出場に終わり、7月23日には解雇された。8月にアメリカ合衆国の市民権を取得した。
2005年はサンディエゴ・パドレスのスプリングトレーニングに参加したが契約には至らず、この年と翌2006年はMLBとマイナーリーグで1試合もプレーしなかった。
2006年11月14日にシアトル・マリナーズとマイナー契約を結んだ。2007年開幕直前の4月1日にトレードでサンフランシスコ・ジャイアンツへ移籍した。したがって、2004年7月19日の出場を最後にMLBではプレーしていない。
2013年3月にキューバ政府が自由化の一環で国民の海外渡航制限を緩和した事から、20年ぶりに故郷ハバナに帰郷した。

## 詳細情報

### 年度別打撃成績
| 年 度    | 球 団    | 試 合 | 打 席 | 打 数 | 得 点 | 安 打 | 二 塁 打 | 三 塁 打 | 本 塁 打 | 塁 打 | 打 点 | 盗 塁 | 盗 塁 死 | 犠 打 | 犠 飛 | 四 球 | 敬 遠 | 死 球 | 三 振 | 併 殺 打 | 打 率 | 出 塁 率 | 長 打 率 | O P S |
| -------- | -------- | ----- | ----- | ----- | ----- | ----- | -------- | -------- | -------- | ----- | ----- | ----- | -------- | ----- | ----- | ----- | ----- | ----- | ----- | -------- | ----- | -------- | -------- | ----- |
| 1996     | NYM      | 151   | 530   | 502   | 51    | 129   | 12       | 4        | 1        | 152   | 30    | 1     | 3        | 4     | 1     | 22    | 12    | 1     | 53    | 12       | .257  | .289     | .303     | .592  |
| 1997     | NYM      | 120   | 391   | 356   | 35    | 77    | 5        | 3        | 1        | 91    | 33    | 11    | 5        | 14    | 2     | 18    | 3     | 1     | 36    | 10       | .216  | .255     | .256     | .511  |
| 1998     | NYM      | 153   | 548   | 505   | 46    | 124   | 20       | 2        | 1        | 151   | 42    | 3     | 6        | 15    | 4     | 23    | 7     | 1     | 60    | 11       | .246  | .278     | .299     | .577  |
| 1999     | NYM      | 154   | 588   | 520   | 49    | 134   | 24       | 2        | 1        | 165   | 60    | 8     | 4        | 11    | 7     | 49    | 12    | 1     | 59    | 16       | .258  | .319     | .317     | .636  |
| 2000     | NYM      | 45    | 155   | 133   | 10    | 25    | 5        | 0        | 0        | 30    | 9     | 0     | 0        | 4     | 1     | 17    | 2     | 0     | 16    | 4        | .188  | .278     | .226     | .504  |
| 2001     | NYM      | 149   | 505   | 461   | 31    | 114   | 24       | 4        | 3        | 155   | 44    | 3     | 2        | 7     | 2     | 34    | 17    | 1     | 43    | 17       | .247  | .299     | .336     | .635  |
| 2002     | NYM      | 144   | 499   | 460   | 53    | 117   | 25       | 2        | 1        | 149   | 42    | 2     | 2        | 9     | 4     | 24    | 11    | 2     | 46    | 19       | .254  | .292     | .324     | .616  |
| 2003     | TB       | 34    | 124   | 117   | 14    | 37    | 11       | 0        | 3        | 57    | 22    | 0     | 2        | 2     | 2     | 2     | 0     | 1     | 12    | 3        | .316  | .328     | .487     | .815  |
| 2004     | CHC      | 23    | 67    | 61    | 2     | 10    | 3        | 0        | 1        | 16    | 5     | 0     | 0        | 4     | 0     | 2     | 0     | 0     | 14    | 1        | .164  | .190     | .262     | .452  |
| MLB：9年 | MLB：9年 | 973   | 3407  | 3115  | 291   | 767   | 129      | 17       | 12       | 966   | 287   | 28    | 24       | 70    | 23    | 191   | 64    | 8     | 339   | 93       | .246  | .289     | .310     | .599  |

### 選抜含むキューバリーグ通算打撃成績
4シーズン　打率.261　出塁率.288　長打率.322　OPS.610
272試合　712打数　186安打　23二塁打　4三塁打　23四球（0敬遠）　6死球　76三振　4本塁打　71打点　19盗塁（20盗塁死）　

### 表彰
- ゴールドグラブ賞：3回（1997 - 1999年）

### 記録
- 遊撃手としてシーズン守備率.994（1999年） - ナショナルリーグ記録
- 遊撃手として連続無失策試合101（1999年6月14日 - 2000年3月29日） - 当時のMLB記録

### 背番号
- 0 （1996年 - 1997年）
- 10 （1998年 - 2003年）
- 13 （2004年）
- 29 （2004年）